# 亨利·安耶古魯
亨利·丘库韦梅卡·安耶古魯（英語：Henry Chukwuemeka Onyekuru，1997年6月5日—），是一名尼日利亞職業足球員，現效力於沙特职业足球联赛球隊艾費哈，他也效力於尼日利亞國家足球隊。司職前鋒。

## 球會生涯
2010年，安耶古魯於阿斯拜爾運動精英學院開始其職業生涯，於5年後加入學院的合作球會皇家奧伊本體育會。2015年9月5日，他於聯賽對陣德塞爾時首次代表球隊上陣，最終球隊以2比2賽和對手。該季，安耶古魯協助球隊升班至比利時甲組足球聯賽。2016年7月30日，他在對陣華雷根時首次代表球隊於頂級聯賽上陣，但球隊作客以3比0大敗。安耶古魯在頂級聯賽首季的表現吸引了歐洲各大球會的注意，他以22個入球與盧卡斯·迪奧多斯基並列射手榜的第1位，但因作客入球不及迪奧多斯基而失落神射手的獎項。

## 國家隊生涯
2017年5月，安耶古魯首次獲尼日利亞國家足球隊的徵召，參加其訓練營。6月1日，他在對陣多哥國家足球隊時首次代表球隊上陣，最終球隊以3比0勝出。

## 生涯統計
截至2017年5月20日
| 球會             | 賽季        | 聯賽               | 聯賽 | 聯賽 | 盃賽 | 盃賽 | 歐洲賽事 | 歐洲賽事 | 其他 | 其他 | 總計 | 總計 |
| 球會             | 賽季        | 聯賽               | 出場 | 入球 | 出場 | 入球 | 出場     | 入球     | 出場 | 入球 | 出場 | 入球 |
| ---------------- | ----------- | ------------------ | ---- | ---- | ---- | ---- | -------- | -------- | ---- | ---- | ---- | ---- |
| 皇家奧伊本體育會 | 2015-16賽季 | 比利时足球乙级联赛 | 19   | 6    | 0    | 0    | —        | —        | —    | —    | 19   | 6    |
| 皇家奧伊本體育會 | 2016-17賽季 | 比利時足球甲級聯賽 | 38   | 22   | 3    | 2    | —        | —        | —    | —    | 41   | 24   |
| 生涯總計         | 生涯總計    | 生涯總計           | 57   | 28   | 3    | 2    | 0        | 0        | 0    | 0    | 60   | 30   |

## 外部連結
- 亨利·安耶古魯於奧伊本官方網站上的資料
- Soccerway資料庫：亨利·安耶古魯
- 亨利·安耶古魯 （页面存档备份，存于）於Maxifoot上的資料